# Centre històric de Balaguer
El Centre històric de Balaguer és un conjunt monumental del municipi de Balaguer (Noguera) inclòs en l'Inventari del Patrimoni Arquitectònic de Catalunya.

## Descripció
La ciutat musulmana s'organitzava en tres recintes fortificats comunicats per panys de muralla, que encerclaven el poblament disposat des del faldar cap al riu, a la banda esquerra del qual un clos murat protegia l'accés al pont. De fet, la ciutat cristiana seguia aquest esquema, situant damunt dels turons la parròquia, tant la de Santa Maria d'Almatà com la de Santa Maria la Major, edificada entre 1351 i 1558, el Castell Formós i les altres dependències militars i senyorials, mentre que la població, que incloïa un important barri jueu, es disposava a recer de les fortificacions cap al Sud i l'Est fins al Segre, a la banda esquerra del qual hi havia però el convent de Sant Domènec, documentat des del 1323, que encara conserva l'església i el claustre gòtic. La ciutat Baixa se centrava a l'entorn de l'església de Sant Salvador i de la plaça del Mercadal. Aquesta darrera manté, tot i que algunes de les edificacions són força modernes, la tipologia de plaça porxada, estructura comuna a altres carrers i places de la vila com és el cas del carrer del Pont.

## Història
Tot i que hom ha suposat per a Balaguer orígens ibèrics i romans la vila apareix esmentada per primer cop en el segle ix, moment en què s'hi construí la Suda, al tossal de l'Almatà. Al seu voltant va néixer el nucli musulmà de població, les dades arqueològiques del qual demostren la seva importància, especialment en el segle xi. Conquerida la ciutat el 1105, fou regida per un condomini entre els casals d'Urgell i de Barcelona i hi tingueren cort, a més d'aquestes cases comtals, quan Balaguer fou definitivament incorporada a la corona
Va ser aleshores quan el Castell Formós, palau i fortalesa dels comtes d'Urgell, fou completament destruït. La conquesta cristiana comportà l'edificació de nous temples que substituïren els musulmans. Així la que fou parroquial de Santa Maria d'Almatà, després convent de clarisses i des del segle xvii Santuari del Sant crist, reemplaçava la mesquita major, i l'església romànica de Sant Salvador, destruïda el 1936, la mesquita d'Avimoni, de la qual encara queden restes
Diferents conflictes bèl·lics comportaren successives destruccions i reconstruccions de la muralla, de la que encara el 1894 es conserven els portals de Gerb i de Sant Miquel del Pont. Avui tan sols se'n conserven restes escadusseres. L'expansió de la ciutat per la banda esquerra del Segre no es produí essencialment fins al segle xx.